# برايان ماكغلينشي
برايان ماكغلينشي (بالإنجليزية: Brian McGlinchey)‏ هو لاعب كرة قدم بريطاني في مركز ظهير ‏، ولد في 26 أكتوبر 1977 في ديري في المملكة المتحدة. شارك مع منتخب أيرلندا الشمالية تحت 21 سنة لكرة القدم. أما مع النوادي، فقد لعب مع بورت فايل ومانشستر سيتي ونادي بليموث أرجايل ونادي توركي يونايتد ونادي غيلينغهام.

## وصلات خارجية
- برايان ماكغلينشي على موقع قاعدة بيانات كرة القدم.إي يو (الإنجليزية)
- برايان ماكغلينشي على موقع Soccerbase.com (لاعب) (الإنجليزية)